# 1919 na música

## Nascimentos
| Data           | Nome                | Profissão            | Nacionalidade  | Observações | Ref |
| -------------- | ------------------- | -------------------- | -------------- | ----------- | --- |
| 2 de fevereiro | Lisa della Casa     | soprano              | Suíça          | m. 2012     |     |
| 17 de março    | Nat King Cole       | cantor               | Estados Unidos | m. 1965     |     |
| 3 de maio      | Pete Seeger         | cantor e compositor  | Estados Unidos | m. 2014     |     |
| 7 de maio      | Fernanda Baptista   | fadista              | Portugal       | m. 2008     |     |
| 14 de junho    | Linda Batista       | cantora              | Brasil         | m. 1988     |     |
| 17 de junho    | Galina Ustvolskaya  | compositora          | Rússia         | m. 2006     |     |
| 21 de junho    | Nélson Gonçalves    | cantor               | Brasil         | m. 1998     |     |
| 31 de agosto   | Jackson do Pandeiro | cantor e compositor  | Brasil         | m. 1982     |     |
| 23 de novembro | Claudio Santoro     | compositor e maestro | Brasil         | m. 1989     |     |
| 5 de dezembro  | Blecaute            | cantor e compositor  | Brasil         | m. 1983     |     |

## Mortes
| Data           | Nome              | Profissão               | Nacionalidade | Observações | Ref |
| -------------- | ----------------- | ----------------------- | ------------- | ----------- | --- |
| 11 de Novembro | Eduardo das Neves | compositor e violonista | Brasil        | n. 1874     |     |